# Sở Trang vương
Sở Trang vương (chữ Hán: 楚莊王, ? - 591 TCN), tên thật là Hùng Lữ (熊旅), hay Mị Lữ (芈旅), là vị vua thứ 25 của nước Sở - chư hầu nhà Chu trong lịch sử Trung Quốc. Ông trị vì từ năm 613 TCN đến năm 591 TCN, tổng 22 năm.
Ông là một trong những vị Sở vương có thành tựu đáng kể nhất. Dưới thời đại của ông, nước Sở trở nên cực thịnh, đặc biệt là đánh đại bại nước Tấn, thảo phạt nước Trịnh, khiến tên tuổi của Sở Trang vương được liệt vào trong Ngũ bá thời Xuân Thu.

## Thời gian đầu

### Nội loạn
Ông là con trai của Sở Mục vương, quân chủ thứ 24 của nước Sở. Năm 614 TCN, Sở Mục Vương qua đời, Hùng Lữ lên nối ngôi khi chưa đến 20 tuổi, tức là Sở Trang vương.
Khi ấy, hai đại thần Tử Khổng và Phàn Sùng muốn đánh nước Tiếp Thư, bèn để Đấu Khắc và Tử Nghi ở lại giữ Sính Đô, còn hai tướng cầm quân đi. Tử Nghi và Đấu Khắc vốn bất mãn với Tử Khổng và Phàn Sùng, bèn dấy binh ở Sính đô, giết Tử Khổng và mang Sở Trang vương đi Thương Mật.
Phàn Sùng đánh nước Tiếp Thư không được phải quay trở về. Hai đại phu Thúc Quân và Tiếp Thư Lê dùng mưu dụ và giết được Tử Nghi và Đấu Khắc.

### Nghe lời can gián
Năm 611 TCN, nước Tấn nhân nước Sở có tang, bèn đem quân đánh vào các nước đồng minh của Sở. Các đại thần xin ông xuất binh để tranh bá với nước Tấn. Nhưng Sở Trang vương lại làm ngơ, chỉ lo ăn chơi với đám quý phi, ban ngày thì du ngoạn săn bắn, đêm đến thì bày tiệc uống rượu, không mảy may để ý đến việc triều chính và cơ nghiệp bá chủ, mọi lời khuyên của các đại thần đều bỏ ngoài tai, tình trạng này cứ kéo dài mãi tới ba năm trời. Trang Vương cho dựng một tấm biển gỗ trên viết: "Ai dám can ngăn thì chém chết".
Một hôm, đại thần Ngũ Cử liền vào cung gặp Sở Trang Vương, muốn can gián ông tập trung vào công việc, qua việc ví von với một con chim. Sở Trang vương hiểu ý, cũng dùng hình tượng con chim để trả lời Ngũ Cử, với thông điệp mình sẽ khiến mọi người phải nể sợ.
Các đại thần hỏi ông thế này: "Con chim suốt 3 năm không bay không kêu là vì sao"
Sở Trang vương trả lời: "Không bay là vì nó đang mọc cánh. Không kêu là vì đang quan sát. Hiện tại có thể nó không bay, nhưng khi nó cất cánh bay có thể khiến người người thán phục"
Mấy tháng sau, đại phu Tô Tòng lại khóc đến can gián Sở Trang vương. Nghe lời Tô Tòng, Sở Trang vương quyết định lìa xa Trịnh Cơ và Sái Nữ, lập Phàn Cơ là phu nhân, chỉnh đốn nội chính.

### Diệt nước Dung
Năm 612 TCN, nước Sở bị nạn đói. Người tộc Nhung tràn vào cướp phía tây nam nước Sở, tiến đến Phụ Sơn, Dương Khưu và Tỉ Chi. Nước Dung bèn nhân đó phản Sở, kêu gọi các bộ tộc ngoại tộc cùng đánh Sở. Người tộc Quân, tộc Bộc ở đất Tuyển tiến đánh Sở. Các thành ấp Thân, ấp Tức không dám ra chống cự.
Sở Trang vương lo lắng định thiên đô sang đất Bản Cao. Vỉ Giả khuyên không nên. Nghe lời Vỉ Giả, Trang vương mang quân ra đánh. Các bộ tộc tưởng nước Sở bị đói sẽ không đánh được, không ngờ Trang vương ra quân nên đều rút lui sau nửa tháng. Người đất Lư mang thóc ra tiếp tế cho quân Sở. Quân Sở nghỉ ngơi ở đất Lê rồi tiến sang đánh nước Dung.
Hai bên giao chiến ở đất Phương Thành. Quân nước Dung, có nhiều bộ tộc trợ chiến, đánh bại quân Sở trận đầu, bắt sống tướng Tử Dương Song. Sau 3 ngày, Song trốn thoát, trở về phản ánh tình hình quân nước Dung.
Tướng Sở là Sư Thúc nghe tình hình bèn bàn kế đánh giả thua nhiều trận cho quân địch chủ quan. Quân Sở ra giao tranh thua liền 7 trận. Nước Dung từ đó khinh quân Sở. Sở Trang vương sai sứ cầu cứu thêm nước Tần và nước Ba. Sau đó ông chia quân làm 2 đạo, sai Tử Việt tiến từ Thạch Kê, Tử Bối từ đất Nhận đánh vào. Có quân Tần và quân Ba giúp, quân Sở đánh bại quân Dung. Sau đó Sở Trang vương cùng Tần và Ba diệt nước Dung. Các tộc đều xin quy phục.

## Bá chủ chư hầu

### Giằng co quanh nước Trịnh
Năm 608 TCN, Sở Trang vương triệu tập Trịnh Mục công mang quân đánh nước Trần và nước Tống vì cớ Trần Linh công dự hội thề với nước Tấn. Tướng Triệu Thuẫn nước Tấn mang quân đi cứu các nước Trần, Tống. Sau khi giải vây, quân Sở và Trịnh rút lui. Trần Linh công lại hội binh với Tấn và Tống cùng đánh Trịnh. Tướng Sở là Vỉ Giả cứu Trịnh, bắt được tướng Tấn là Giải Dương. Quân Tấn phải rút lui.
Năm 607 TCN, Tấn Thành công sai Triệu Thuẫn cùng các nước Tống, Vệ, Trần đi đánh nước Trịnh vì Trịnh bỏ Tấn theo Sở. Tướng Sở là Đấu Việt Tiêu mang quân cứu Trịnh. Liên quân Tấn phải rút về.
Cùng năm, Sở Trang vương đi đánh Lục Hỗn Nhung, tiến đến đất Lạc, giáp biên giới nhà Chu. Chu Định Vương lo lắng sai Vương Tôn Mãn ra thăm hỏi. Sở Trang vương bèn hỏi Vương Tôn Mãn về cửu đỉnh nhà Chu. Vương Tôn Mãn lấy cớ thoái thác rằng đỉnh đó linh thiêng vẫn thuộc về thiên tử, dù nhà Chu yếu nhưng vẫn có mệnh trời. Vì vậy Sở Trang vương bèn thôi không hỏi đến nữa. Sử gia Triệu Bằng Phi cho rằng chuyến đi này Sở Trang vương không hề có thù hằn với người Nhung mà chỉ vì thèm muốn chín đỉnh của nhà Chu mà mượn cớ ra quân.
Năm 605 TCN, lệnh doãn (tướng quốc) nước Sở là Đấu Việt Tiêu nhân Trang vương chưa về nước, khởi binh phản lại Sở Trang vương. Sở Trang vương vội kéo quân về đánh Đấu Việt Tiêu. Hai bên đối địch, bất phân thắng bại. Sở Trang Vương liệu bề không đánh bại được Đấu Việt Tiêu, bèn dùng kế trá bại, dụ quân Đấu Việt Tiêu rơi vào mai phục. Khi quân Đấu Việt Tiêu qua cầu, Sở Trang Vương liền ra lệnh phá cầu. Đấu Việt Tiêu tức giận, cho quân giương cung bắn sang bờ bên kia. Tiểu tướng là Dưỡng Do Cơ xin Nhạc Bá được ra thử tài bắn cung. Cuối cùng Do Cơ bắn chết Đấu Việt Tiêu, được Sở Trang Vương phong chức Xạ hữu.
Năm 604 TCN, Trịnh Tương công xin giảng hòa, thần phục nước Tấn. Sở Trang vương bèn mang quân đánh Trịnh. Tấn Thành công điều quân đi cứu.
Năm 601 TCN, Sở Trang vương lại ra quân đánh nước Thư Liệu. Ông diệt nước Thư Liệu, sau đó lấy ranh giới đến sông Hoạt, ký minh ước với nước Ngô và nước Việt chia biên giới rồi trở về Sính đô.
Năm 600 TCN, Tấn Thành công hội chư hầu ở đất Hỗ. Trịnh Tương công theo nước Tấn hội quân chư hầu Tống, Vệ, Tào đánh Trần. Trần Linh công sợ nước Sở nên không tới hội. Cuối năm đó, Sở Trang vương đánh Trịnh. Trịnh Tương công cầu cứu nước Tấn. Tấn Thành công sai Tuân Lâm Phủ và Khước Khuyết mang quân cứu Trịnh. Quân Trịnh đánh bại quân Sở ở Liễu Phần.
Năm 599 TCN, Sở Trang vương lại mang quân đánh Trịnh. Tướng Tấn là Sĩ Hội đi cứu nước Trịnh, đánh đuổi quân Sở ở Dĩnh Bắc. Quân các nước chư hầu đóng giữ ở biên giới nước Trịnh.

### Can thiệp vào nước Trần
Cùng năm, nghe hai đại thần nước Trần là Khổng Ninh và Nghi Hàng Phủ chạy sang Sở báo tin Hạ Trưng Thư giết Trần Linh công cướp ngôi, Sở Trang vương bèn mang quân sang đánh. Quân Sở đông và mạnh, nhanh chóng đánh bại và bắt được Trưng Thư.
Sở Trang vương mang Trưng Thư tới Lật Môn xé xác. Gặp mỹ nhân Hạ Cơ, mẹ của Hạ Trưng Thư – người phụ nữ góa, từng tư thông với cả Trần Linh công cùng 2 đại phu nước Trần là Khổng Ninh và Nghi Hàng Phủ, Sở Trang vương say mê và muốn mang về nước Sở. Vu Thần vội can ông không nên lấy Hạ Cơ, vì sẽ mang tiếng háo sắc. Trang vương bèn thôi không lấy Hạ Cơ, gả cho tướng Tương Lão.
Sở Trang vương muốn diệt luôn nước Trần, lập thành một huyện của nước Sở, nhưng sau đó lại có Thân Thúc Thời can ngăn, nên ông lại đón công tử Ngọ về làm vua nước Trần, tức là Trần Thành công.

### Đại phá quân Tấn
Năm 598 TCN, Sở Trang vương lại đánh Trịnh. Quân Tấn không cứu, Trịnh Tương công bèn xin quy phục nước Sở, cùng nước Trần thề với ông tại Thần Lăng.
Sau đó nước Trịnh lại theo Tấn, dự thề ở Yên Lăng. Năm 597 TCN, Sở Trang vương vây nước Trịnh. Vua Trịnh phải cầu cứu nước Tấn. Tấn Cảnh công sai Tuân Lâm Phủ, Sĩ Hội, Khước Khắc, Loan Thư, Tiên Hộc, Hàn Quyết đi cứu Trịnh nhưng khi quân Tấn đến nơi thì Trịnh Tương công đã đầu hàng nước Sở. Tuân Lâm Phủ bèn ra lệnh cho toàn quân qua sông Hoàng Hà.
Trịnh Tương công đã hàng Sở nên phải mang quân phối hợp với Sở cùng đánh Tấn. Sở Trang vương thi hành chính sách của tướng quốc Vỉ Ngao, sắp xếp quân Sở rất nghiêm chỉnh, phối hợp giữa các đạo quân khá thuần thục. Quân Sở giữ phép tắc rất chặt chẽ.
Nội bộ quân Tấn bất hòa, trong khi Tuân Lâm Phủ muốn rút quân thì Tiên Hộc đòi quyết chiến. Ngụy Kĩ và Triệu Chiên vốn theo phe Tiên Hộc xin đi hòa đàm với Sở, Tuân Lâm Phủ đồng ý, sau biết hai người là phe chủ chiến bèn sai Tuân Oanh đuổi theo ngăn lại.
Sở Trang vương đóng quân ở đất Diên phía bắc nước Trịnh đón quân Tấn, sai Thẩm Doãn làm Trung quân, Tử Trọng làm Tả quân, Tử Phản làm Hữu quân. Được tin toàn quân Tấn qua sông, Trang vương định rút lui, nhưng sau đó nghe lời phân tích của Ngũ Sâm, ông quyết chiến đấu.
Quân Tấn tiến đến giữa núi Ngao và núi Khảo, sai Ngụy Kỳ sang bên quân Sở đưa chiến thư. Sở Trang vương phê thư quyết chiến. Ngụy Kĩ và Triệu Chiên đến dinh Sở, chọc giận quân Sở rồi bỏ trốn, lính tuần tiễu Sở trông thấy cánh quân của Tuân Doanh, thì cho là quân Tấn đến đánh. Sở Trang vương phát động toàn quân công kích. Hai bên đánh nhau to ở đất Bật. Ông chia đội xe gồm 30 chiếc làm đôi, phân công mỗi đội cho ngựa dùng nửa ngày thì thay phiên nghỉ. Quân Sở tràn vào đánh quân Tấn. Đang khi giao tranh, ông sai Phan Đảng và Đường Huệ hầu mang một đội xe khác đánh vào thượng quân Tấn.
Kết quả, quân Sở đại thắng quân Tấn, bắt sống tướng Trí Doanh. Quân Tấn thất bại và hoảng loạn, cuống cuồng bỏ chạy về bờ bắc sông Hoàng Hà. Tướng Tấn là Tuân Thủ (cha Tuân Doanh) không chịu thua, xông vào dinh quân Sở, bắn chết và cướp thây của Liên doãn Tương Lão, bắn bị thương và bắt sống công tử Cốc Thần (con trai Sở Trang vương) nhưng bị đánh lui.
Sau khi thắng trận, Sở Trang vương tế sông Hoàng Hà, dựng một ngôi miếu thờ các vua đời trước, rồi mang quân về nước. Vua nước Trịnh và vua nước Hứa phải sang nước Sở triều kiến Sở Trang vương.
Thắng được quân Tấn, Sở Trang vương xác lập ngôi vị bá chủ chư hầu.

### Diệt nước Tiêu
Nhân đà thắng trận, cuối năm đó ông mang quân đánh nước Tiêu – phụ dung của nước Tống. Tướng Hoa Tiêu nước Tống gọi thêm quân nước Sái đi cứu nước Tiêu. Quân nước Tiêu đánh bại quân Sở trận đầu, bắt được tướng Sở là Hùng Nghi Liêu và công tử Bính. Sở Trang vương giao hẹn nếu thả 2 tướng thì ông lui quân, nhưng nước Tiêu không nghe, giết chết 2 tướng Sở.
Sở Trang vương giận dữ thúc quân đánh thành. Vua nước Thân đi cùng, cảnh báo ông về thời tiết mùa đông sẽ làm quân Sở khó chiến đấu. Ông bèn tự mình đi tuần, phủ dụ quân sĩ khiến tinh thần quân Sở hăng hái, đánh bại quân Tiêu. Dân nước Tiêu bỏ chạy. Sở Trang vương diệt nước Tiêu.

### Chinh phạt chư hầu
Trong khi Sở đánh Tiêu thì Tống lại đánh Trần vì Trần theo Sở. Nước Trần được nước nước Vệ cứu nên quân Tống phải rút. Sang năm 596 TCN, Sở Trang vương mang quân đánh Tống vì lý do Tống theo Tấn và đánh Trần.
Năm 595 TCN, Sở Trang vương sai Thân Vô Úy đi sứ nước Tề, lệnh khi đi qua nước Tống thì cố ý không xin phép để tỏ ra coi khinh nước Tống. Thân Vô Úy biết làm vậy sẽ chết nên tiến cử con làm quan rồi lên đường. Tướng Hoa Nguyên nước Tống tức giận việc Thân Vô Úy đi qua không thèm xin phép nước Tống là coi khinh nước Tống không chủ, nên giết Vô Úy. Sở Trang vương tức giận bèn khởi binh đánh Tống, có nước Trịnh cùng hợp binh.
Lỗ Tuyên công sai Công Tôn Quy Phủ đến triều kiến Sở Trang vương để giữ yên bờ cõi không bị nước Sở quấy phá. Tấn Cảnh công muốn cứu Tống, nhưng Bá Tôn can không nên vì Sở mạnh, Tấn không đủ sức chống lại. Vua Tấn bèn thôi, sai Giải Dương đi sứ sang Tống, khuyên cứ tử thủ vì quân Tấn sắp đến. Giải Dương gần đến nơi thì bị quân Trịnh bắt được, nộp cho Sở Trang vương. Trang vương thưởng hậu cho Giải Dương, đề nghị sửa lời vua Tấn, báo cho Tống biết là quân Tấn không đến. Thuyết phục đến lần thứ 3 thì Giải Dương đồng ý. Nhưng khi đến trước thành nước Tống, Giải Dương lại nói to cho trong thành biết quân Tấn sẽ đến. Sở Trang vương tức giận vì Giải Dương nuốt lời, bèn sai mang chém. Giải Dương phân tích lý do vì làm theo lệnh của vua Tấn không thể trái. Sở Trang vương cảm phục lòng trung, bèn thả Giải Dương về nước Tấn.
Sở Trang vương vây hãm lâu ngày, muốn rút quân, nhưng con Thân Vô Úy là Thân Tê muốn báo thù cho cha bị nước Tống giết, đề nghị ông đánh cho được nước Tống. Trang vương nghe theo kế của Thân Thúc, cho dựng nhiều nhà cửa tại chỗ, chia quân một phần cho đi làm ruộng để tỏ ý muốn chiếm nước Tống.
Nước Tống bị vây bức, cố thủ chờ viện binh nước Tấn. Năm 594 TCN, thấy quân Sở muốn trụ lại lâu dài, phía Tống rất lo lắng. Phía quân Sở chỉ còn lương thực trong 7 ngày, chuẩn bị rút lui, còn người nước Tống cũng hết lương, phải đổi con cho nhau ăn thịt, lấy xương khô làm củi, nhưng không chịu đầu hàng. Trong tình thế nguy cấp, tướng Hoa Nguyên lẻn vào trại quân Sở giữa đêm, đến giường nằm của tướng Sở là công tử Trắc, thuật lại tình hình trong thành, và đề nghị quân Sở hãy rút lui 30 dặm để người Tống kiếm lương, nước Tống xin thần phục. Bị Hoa Nguyên uy hiếp, công tử Trắc phải thề với Hoa Nguyên, rồi đề nghị với Sở Trang vương. Sở Trang vương bằng lòng lui binh 30 dặm, nới vòng vây cho nước Tống. Tống Văn công sai người sang nghị hòa, rồi hai nước đổi con tin giảng hòa với nhau.
Tháng 7 năm 591 TCN, Sở Trang vương mất và được chôn tại Kỷ sơn. Ông làm vua được 23 năm. Con ông là Hùng Thẩm lên nối ngôi, tức là Sở Cung vương.

## Chuyện dải mũ
Theo truyền thuyết, có lần Sở Trang Vương thiết tiệc đãi các quan, sai mỹ nữ hầu hạ ca xướng. Đang lúc vui say thì đèn nến bị gió thổi tắt hết cả. Một viên quan thừa cơ kéo áo một cung nữ. Cung nữ liền chụp giật được dải mũ, rồi tâu: "Có kẻ trêu ghẹo thiếp. Thiếp giật được dải mũ. Xin cho thắp đèn ngay để xét. Kẻ nào bị đứt dải mũ thì chính là kẻ đã vô lễ làm càn".
Trang Vương nghĩ: "Cho người ta uống rượu, để say đến quên cả lễ phép, lại vì câu chuyện đàn bà làm sỉ nhục người ta, thì lòng nào nỡ thế". Bèn lập tức ra lệnh: "Ai uống rượu với quả nhân hôm nay mà không say đến giật đứt dải mũ là chưa thật vui".
Các quan theo lệnh, đều giật đứt dải mũ. Khi đèn nến thắp lên thì không còn phân biệt được ai là người phạm tội. Nhờ vậy mà suốt buổi tiệc được vui vầy. Hai năm sau, nước Sở đánh nước Tấn, mà trận nào cũng có một viên quan võ trẻ tuổi liều sống chết chiến đấu ở bên cạnh nhà vua. Nhờ vậy mà quân Sở thắng. Trang vương lấy làm lạ, cho đòi viên quan ấy đến hỏi: "Quả nhân đãi nhà ngươi cũng như các quan khác. Cớ sao nhà người hết lòng giúp Quả nhân khác người như thế?". Viên quan tâu: "Thần rắp tâm muốn đem thân mệnh để hiến nhà vua đã lâu. Mãi đến ngày nay mới gặp dịp báo đền ơn nghĩa, thật là may cho thần lắm. Thần tên là Tưởng Hùng, chính là người đã giật đứt dải mũ của cung phi trong tiệc rượu ngày xưa mà".
Sở Trang vương hứa thưởng công. Tưởng Hùng nghĩ: "Mình là người có tội. Nay đã đền được tội rồi, như thế là đủ, đâu còn dám mong ân", bèn bỏ đi.

## Trong Đông Chu liệt quốc
Trong tác phẩm Đông Chu liệt quốc, Sở Trang vương xuất hiện từ hồi 49 đến hồi 57, sự nghiệp của ông được miêu tả sát với sử sách, từ một vị quân chủ ăn chơi truỵ lạc đến một vị đại bá chủ.